# Ленточно-канатный конвейер
Ле́нточно-кана́тный конве́йер (англ. cable-belt conveyor; нем. Seilbandförderer m, Seilgurtförderer m) — разновидность конвейера ленточного типа, у которого лента выполняет функции грузонесущего органа, а тяговым органом служат стальные канаты.

## Область применения
Конвейеры этого типа используются на горных предприятиях как стационарные установки для перемещения полезных ископаемых на большие расстояния по подземным выработкам и на поверхности.
Ленточно-канатные конвейеры успешно конкурируют с ленточными конвейерами при производительности 500-3000 т/час и больших расстояниях транспортирования.

## Конструктивные особенности
Современные конструкции ленточно-канатных конвейеров включают два замкнутых в вертикальной плоскости каната, на которых свободно лежит конвейерная лента. Верхняя и нижняя ветки канатов по всей длине конвейера поддерживается роликами, расположенными на опорных стояках. Ролики закреплены попарно на балансирах.
Конструкции ленточно-канатных конвейеров характеризуются такими параметрами:
- ширина ленты 900—1200 мм,
- предельный угол наклона 16-17{\displaystyle ^{o}},
- скорость канатов 3-5 м/с (проектная 7,6 м/с),
- производительность по углю 3000 т/час, по руде — 2000 т/час,
- диаметр канатов односторонней свивки 32-57 мм,
- длина конвейера — 15-30 км, а конвейерной линии, состоящей из двух конвейеров, — до 51 км.

## Преимущества
- Большая длина транспортирования.
- Большой срок службы ленты (10—15 лет) за счёт уменьшения нагрузки на неё.
- Низкий коэффициент сопротивления движению (0,015—0,02).
- Меньшие в сравнении с ленточными конвейерами удельные затраты энергии (на 30—40 %) и металлоёмкость линейной части (в 2,5—3 раза).

## Недостатки
- ограниченная кусковость горной массы (до 150—200 мм);
- относительно небольшой срок службы канатов (до 7—8 тыс. часов).